# José Luis Granados
José Luis Granados Asprilla (ur. 22 października 1986 w Valerze) – piłkarz wenezuelski grający na pozycji lewego obrońcy. Od 2010 roku jest zawodnikiem klubu Real Esppor.

## Kariera klubowa
Karierę piłkarską Granados rozpoczął w klubie Trujillanos FC. W sezonie 2004/2005 zadebiutował w jego barwach w wenezuelskiej Primera División. Grał w nim do 2007 roku i wtedy też odszedł do zespołu Carabobo FC i spędził w nim jesień 2007.
Na początku 2008 roku Granados został zawodnikiem klubu Deportivo Táchira. W sezonie 2007/2008 wywalczył z nim swoje pierwsze w karierze mistrzostwo Wenezueli. W 2010 roku odszedł z Deportivo do stołecznego Realu Esppor.
| Sezon   | Klub              | Kraj      | Rozgrywki        | Mecze | Bramki |
| ------- | ----------------- | --------- | ---------------- | ----- | ------ |
| 2004/05 | Trujillanos FC    | Wenezuela | Primera División | ?     | ?      |
| 2005/06 | Trujillanos FC    | Wenezuela | Primera División | ?     | ?      |
| 2006/07 | Trujillanos FC    | Wenezuela | Primera División | ?     | ?      |
| 2007/08 | Carabobo FC       | Wenezuela | Primera División | 13    | 0      |
| 2007/08 | Deportivo Táchira | Wenezuela | Primera División | 11    | 0      |
| 2008/09 | Deportivo Táchira | Wenezuela | Primera División | 25    | 2      |
| 2009/10 | Deportivo Táchira | Wenezuela | Primera División | 21    | 0      |
| 2010/11 | Real Esppor       | Wenezuela | Primera División | 32    | 0      |
| 2011/12 | Real Esppor       | Wenezuela | Primera División |       |        |

## Kariera reprezentacyjna
W reprezentacji Wenezueli Granados zadebiutował w 2008 roku. W 2011 roku zajął z kadrą narodową 4. miejsce w Copa América 2011. Na tym turnieju był jednak rezerwowym zawodnikiem i nie rozegrał żadnego meczu.